# 贵州省公安厅

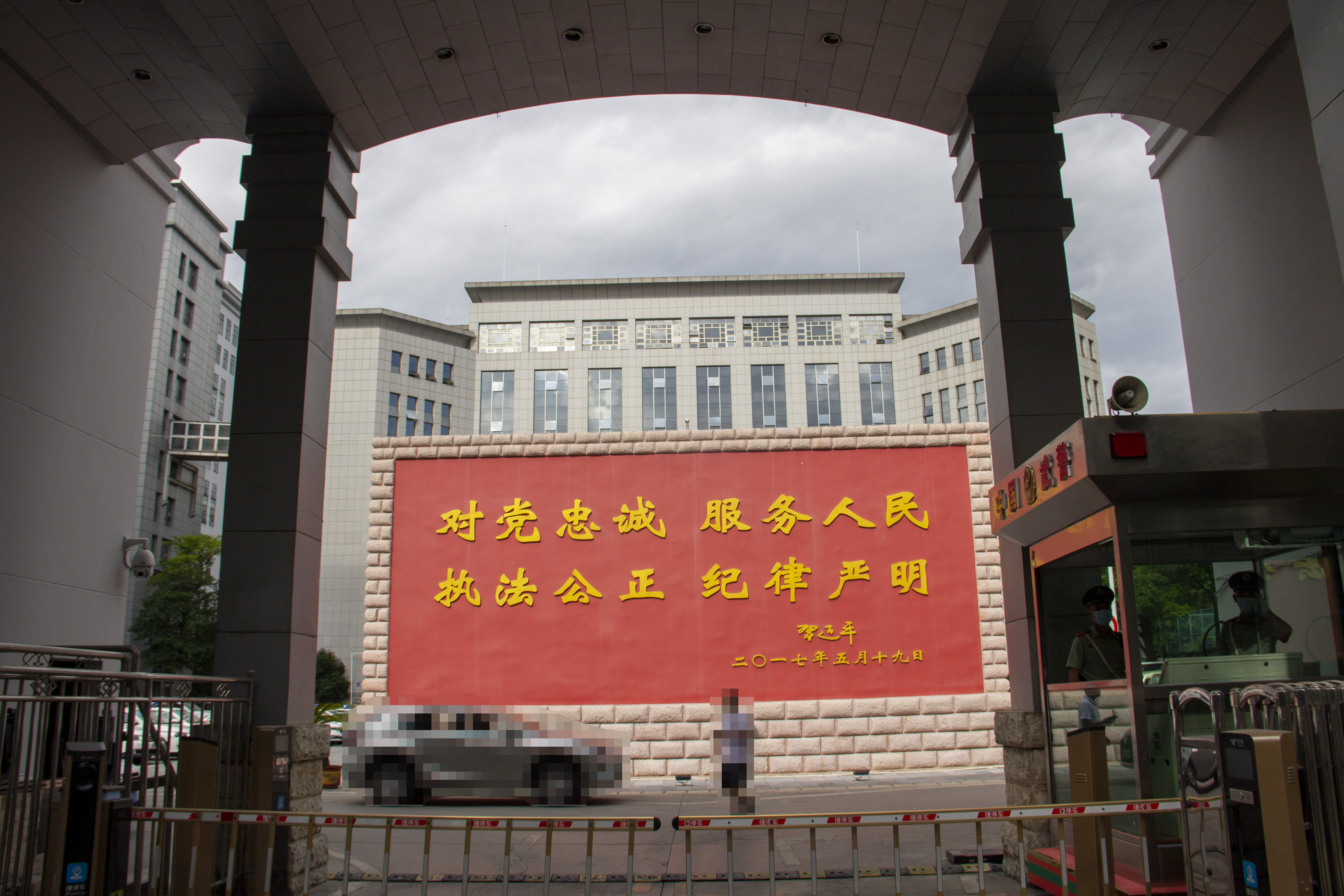
贵州省公安厅门内标语

贵州省公安厅是贵州省人民政府组成部门，负责领导、管理贵州省的公安保卫工作，接受贵州省人民政府和中华人民共和国公安部的双重领导。